# Campos del Paraíso
Campos del Paraíso ist eine Gemeinde (Municipio) und ein Dorf mit 648 Einwohnern (Stand: 2024) in der Provinz Cuenca in der Autonomen Region Kastilien-La Mancha. Die Gemeinde entstand durch den Zusammenschluss von Carrascosa del Campo, Valparaíso de Arriba, Valparaíso de Abajo, Loranca del Campo und Olmedilla del Campo. Der Verwaltungssitz befindet sich in Carrascosa del Campo.

## Lage
Campos del Paraíso liegt etwa 85 Kilometer südwestlich von Cuenca in einer Höhe von ca. 895 m. Durch die Gemeinde führt die Autovía A-40 von

## Bevölkerungsentwicklung
| 1981 | 1991 | 2001 | 2011 | 2021 |
| ---- | ---- | ---- | ---- | ---- |
| 1614 | 1345 | 1090 | 952  | 714  |

## Sehenswürdigkeiten
- Kirche Mariä Geburt in Carrascosa
- Rathaus

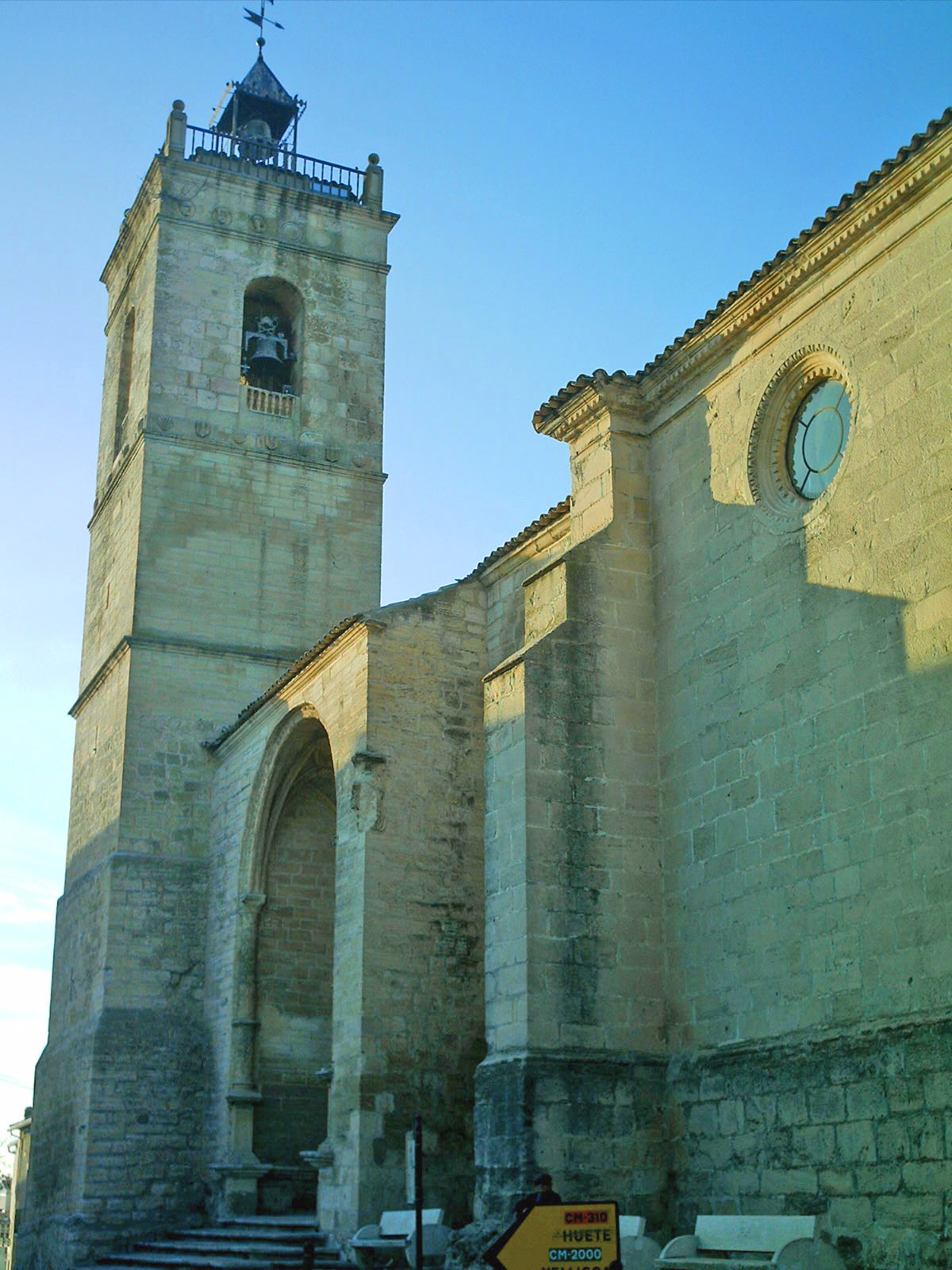
Kirche Mariä Geburt
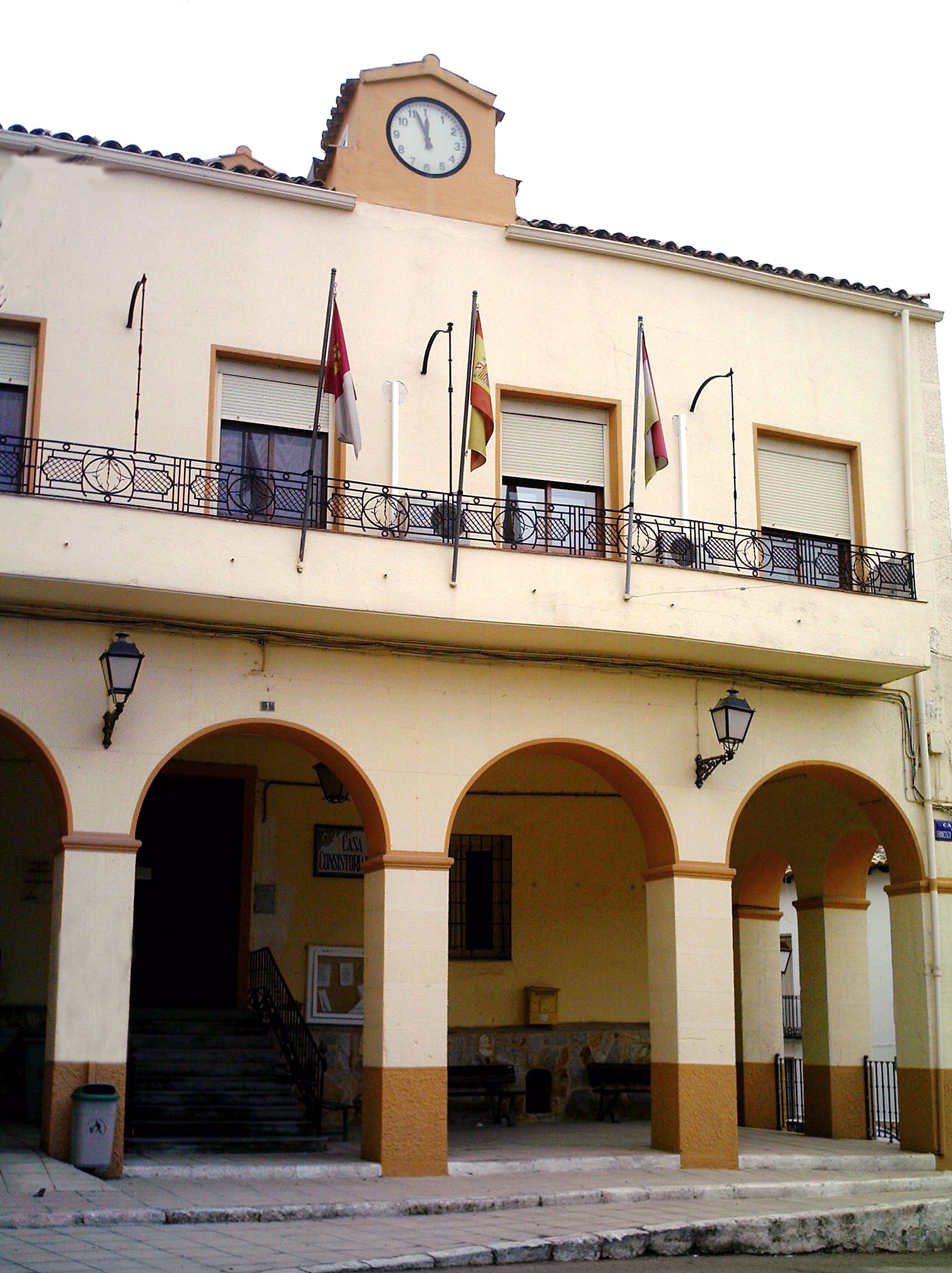
Rathaus

## Persönlichkeiten
- Alonso de Carrillo (gestorben 1434), Kardinal
- Alfonso Carrillo de Acuña (1412–1482), Bischof von Sigüenza
- Juan de Saavedra (gestorben 1554), Konquistador
- Mauricio Carlavilla (1896–1982), Schriftsteller